# UEFA Jubilee Awards
Ter gelegenheid van het 50-jarige jubileum van de Union of European Football Associations (UEFA) in 2004, werd iedere aangesloten voetbalbond in 2003 gevraagd om een van hun spelers te benoemen tot de beste voetballer van de afgelopen vijftig jaar (1954-2003). De 52 spelers die werden aangedragen staan wel bekend als de Golden Players. De lijst met spelers werd gepubliceerd op 29 november 2003.
- Albanië - Panajot Pano
- Andorra - Koldo Álvarez
- Armenië - Choren Hovhannesjan
- Azerbeidzjan - Anatoli Banişevski
- België - Paul Van Himst
- Bosnië en Herzegovina - Safet Sušić
- Bulgarije - Christo Stoitsjkov
- Cyprus - Sotiris Kaiafas
- Denemarken - Michael Laudrup
- Duitsland - Fritz Walter
- Engeland - Bobby Moore
- Estland - Mart Poom
- Faeröer - Abraham Løkin
- Finland - Jari Litmanen
- Frankrijk - Just Fontaine
- Georgië - Moertaz Choertsilava
- Griekenland - Vassilis Hatzipanagis
- Hongarije - Ferenc Puskás

- Ierland - Johnny Giles
- IJsland - Ásgeir Sigurvinsson
- Israël - Mordechai Spiegler
- Italië - Dino Zoff
- Kazachstan - Sergey Kvochkin[1]
- Kroatië - Davor Šuker
- Letland - Aleksandrs Starkovs
- Liechtenstein - Rainer Hasler
- Litouwen - Arminas Narbekovas
- Luxemburg - Louis Pilot
- Macedonië - Darko Pančev
- Malta - Carmel Busuttil'
- Moldavië - Pavel Cebanu
- Nederland - Johan Cruijff
- Noord-Ierland - George Best[1]
- Noorwegen - Rune Bratseth
- Oekraïne - Oleh Blochin

- Oostenrijk - Herbert Prohaska
- Polen - Włodzimierz Lubański
- Portugal - Eusébio
- Roemenië - Gheorghe Hagi
- Rusland - Lev Jasjin
- San Marino - Massimo Bonini
- Schotland - Denis Law
- Servië en Montenegro - Dragan Džajić
- Slovenië - Branko Oblak
- Slowakije - Ján Popluhár
- Spanje - Alfredo Di Stéfano
- Tsjechië - Josef Masopust
- Turkije - Hakan Şükür
- Wales - John Charles
- Wit-Rusland - Sergej Alejnikov
- Zweden - Henrik Larsson
- Zwitserland - Stéphane Chapuisat